# Carlingford, New South Wales
Carlingford este o suburbie în Sydney, Australia.